# Sự ra đời của thần Vệ Nữ
Sự ra đời của thần Vệ Nữ  (tiếng Ý: Nascita di Venere [ˈnaʃʃita di ˈvɛːnere], tiếng Anh: The Birth of Venus) là tác phẩm tranh của hoa sĩ Sandro Botticelli, nhiều khả năng được sáng tác vào khoảng những năm 1480. Tranh miêu tả  thần Vệ Nữ đứng trên một mảnh vỏ sò với vẻ đẹp tiêu chuẩn của thời kỳ Phục hưng. Bức tranh hiện đang được trưng bày tại triển lãm Uffizi, Florence, Ý.